# HateSphere
Hatesphere er et dansk thrash metal/dødsmetal-band dannet i 2000 i Aarhus. Bandet har skiftet meget ud igennem årene, men består nu af Peter Lyse Karmark, Michael Olsson, Kasper Kirkegaard, Jimmy Bank Fyrstenberg og Mike Park.
Hatesphere har vundet i alt fem priser ved Danish Metal Awards, én ved Danish Music Awards og én GAFFA-pris.

## Medlemmer
- Michael Olsson – Vokal (2020 -)
- Peter "Pepe" Lyse Karmark – Guitar (2000 -)
- Kasper Kirkegaard – Guitar (2015 -)
- Jimmy Bank Fyrstenberg – Bas (2011 -)
- Mike Park – Trommer (2010 -)

### Tidligere medlemmer
Vokal
- Jacob "Dr. J" Bredahl (2000-2007) (Chaosium, Allhelluja, The Kandidate, Barcode, Last Mile)
- Jonathan "Joller" Albrechtsen (2007-2010) (SCARRED BY BEAUTY)
- Esben "Esse" Hansen (2010-2020)[3]

Guitar
- Niels Peter "Ziggy" Siegfredsen (2000-2002) (Cryonic)
- Henrik "Heinz" Bastrup Jacobsen (2002-2007) (Koldborn, Sadogoat, Human Erupt, Furious Trauma)

Bas
- Mikael Ehlert Hansen (2000-2007) (Human Erupt, Artillery, Koldborn)
- Mixen Lindberg (2007-2010)

Trommer
- Morten Toft Hansen (2000-2003) (Raunchy)
- Anders "Andy Gold" Gyldenøhr (2003-2007) (Grope, Artillery, Pixie Killers)
- Dennis Buhl (2007-2010) (Evil Masquerade, The Kandidate, Sinphonia)

## Hæder
Danish Metal Awards
| År   | Modtager/nomineret arbejde                                                   | Pris              | Resultat  |
| ---- | ---------------------------------------------------------------------------- | ----------------- | --------- |
| 2005 | The Sickness Within                                                          | Bedste album      | Vundet    |
| 2005 | Tue Madsen, Tommy Hansen, Jacob Hansen og Hatesphere for The Sickness Within | Bedste produktion | Vundet    |
| 2006 | Hatesphere                                                                   | Bedste liveband   | Nomineret |
| 2007 | Serpent Smiles and Killer Eyes                                               | Bedste album      | Nomineret |
| 2007 | Hatesphere                                                                   | Talentprisen      | Vundet    |
| 2007 | Serpent Smiles and Killer Eyes                                               | Bedste produktion | Nomineret |
| 2007 | "Drinking with the King of the Dead"                                         | Bedste musikvideo | Nomineret |
| 2007 | Serpent Smiles and Killer Eyes                                               | Bedste albumcover | Nomineret |
| 2009 | To The Nines                                                                 | Bedste album      | Nomineret |
| 2009 | "To The Nines"                                                               | Bedste musikvideo | Vundet    |

Danish Music Awards
| År   | Modtager/nomineret arbejde     | Pris                             | Resultat |
| ---- | ------------------------------ | -------------------------------- | -------- |
| 2008 | Serpent Smiles and Killer Eyes | Årets Danske Hard Rock Udgivelse | Vundet   |

GAFFA-prisen
| År   | Modtager/nomineret arbejde | Pris                                   | Resultat  |
| ---- | -------------------------- | -------------------------------------- | --------- |
| 2011 | The Great Bludgeoning      | Årets Danske Hard Rock-udgivelse       | Vundet    |
| 2025 | Hatred Reborn              | Årets danske hard rock/metal udgivelse | Nomineret |

## Diskografi
- 2001: Hatesphere
- 2002: Bloodred Hatred
- 2003: Something old, Something New, Something Borrowed and Something Black
- 2004: Ballet of the Brute
- 2005: The Killing (ep)
- 2005: The Sickness Within
- 2007: Serpent Smiles and Killer Eyes
- 2009: To the Nines
- 2011: The Great Bludgeoning
- 2013: Murderlust
- 2015: New Hell
- 2018: Reduced to Flesh
- 2023: Hatred Reborn